# Snowfall (cheval)
Snowfall (2018-2022) est un cheval de course pur-sang irlandais, élue meilleure 3 ans d'Europe en 2021.

## Carrière de course
Née au Japon pour le compte de Coolmore, Snowfall est loin, très loin de compter parmi les pouliches les plus en vue de sa génération à 2 ans. Après des débuts modestes, elle finit par remporter son maiden à la troisième tentative et déçoit dans un groupe 3 dont elle était la deuxième favorite. Et pourtant, elle ne cesse de monter de catégorie, sans succès : cinquième d'un groupe 2, elle se frotte aux meilleures dans les Moyglare Stud Stakes puis le Fillies' Mile, s'élançant à chaque fois à une cote d'outsider (une situation très peu fréquente pour les élèves de Coolmore, qui ne font jamais le déplacement pour rien) et terminant immanquablement dans les choux. Snowfall n'a pas l'air particulièrement doué, et pourtant sa présence dans ces joutes peut être interprétée comme un signe de l'estime que lui porte son entraîneur Aidan O'Brien, qui aurait pu aligner à sa place bien d'autres pouliches. Et puis, à 3 ans, tout change. Snowfall rentre victorieusement dans les Musidora Stakes, une préparatoire aux Oaks, montée par le premier jockey maison, Ryan Moore, qui ne cache pas que sa partenaire, si elle n'a pu donner sa pleine mesure à 2 ans, est une pouliche de classe. Pas suffisamment, du moins, pour qu'il l'a choisisse dans les Oaks. C'est l'inexpérimentée Santa Barbara (un maiden à 2 ans, un quatrième place dans les 1000 Guinées pour sa rentrée) qui fait l'objet de son choix parmi les cinq pouliches Coolmore au départ, et se retrouve favorite. Seamus Heffernan étant associé à Divinely et Wayne Lordan à Willow, Aidan O'Brien fait appel, une fois n'est pas coutume, à deux jockeys pourtant souvent parée de la casaque rivale de Godolphin, William Buick pour La Joconde et Lanfranco Dettori pour Snowfall, troisième favorite. Cette dernière réalise une incroyable promenade de santé : seize longueurs à l'arrivée ! Du jamais vu dans cette course. C'est le quarantième succès d'Aidan O'Brien dans les courses classiques en Angleterre. Reste à savoir ce qu'il s'est passé : Snowfall est-elle un phénomène tardivement révélé à la faveur de la distance classique et d'un terrain alourdi par la pluie ? Le lot, et donc la génération 2018, était-il exceptionnellement faible ? Snowfall, quoi qu'il en soit, est aussitôt propulsée favorite du Prix de l'Arc de Triomphe.
Reste à confirmer cette victoire spectaculaire. Et c'est fait, dans les Irish Oaks, où la pouliche une nouvelle fois perd en route ses adversaires : huit longueurs et demi à l'arrivée. Et c'est refait, en août dans les Yorkshire Oaks, quatre longueurs cette fois devant des juments d'âge (notamment l'excellente Wonderful Tonight, double lauréate de groupe 1 à 3 ans), ce qui tend à prouver que Snowfall est davantage que la reine d'une génération assez faible. Plus que jamais grande favorite de l'Arc, elle refroidit pourtant les ardeurs dans le Prix Vermeille, où elle essuie sa première défaite de l'année face à Teona, qu'elle avait pourtant ridiculisée à Epsom, et laissée à quelque 28 longueurs. Cette défaite la fait chuter de son statut de favorite dans l'Arc et, dans l'épreuve reine de Longchamp, elle ne peut faire mieux que sixième d'une course remportée par l'extrême outsider allemand Torquator Tasso. L'état de grâce est terminé et, quand elle retrouve les juments dans les British Champions Fillies' and Mares' Stakes, elle est une nouvelle fois battue, terminant troisième à bonne distance d'Eshaada et Albaflora, qu'elle avait elles aussi battues à plate couture durant l'été. Elle est élue meilleure 3 ans de l'année en Europe, à la faveur de ce qui restera l'apogée de sa carrière, un triplé Oaks/Irish Oaks/Yorkshire Oaks, que seules six pouliches avaient réalisé en cinquante ans, dont Enable, et par près de 29 longueurs en tout. Le niveau réel de Snowfall conservera toutefois quelque chose d'une énigme, sur laquelle la saison 2022 aurait pu lever le voile si la jument n'avait été victime d'un grave accident dans son box au début de l'année, une fracture du bassin qui lui coûta la vie. 

### Résumé de carrière
| Date          | Hippodrome   | Pays        | Course                                       | Statut      | Distance    | Jockey            | Place       | Écart       | Vainqueur ou deuxième |
| 2020, 2 ans   | 2020, 2 ans  | 2020, 2 ans | 2020, 2 ans                                  | 2020, 2 ans | 2020, 2 ans | 2020, 2 ans       | 2020, 2 ans | 2020, 2 ans | 2020, 2 ans           |
| ------------- | ------------ | ----------- | -------------------------------------------- | ----------- | ----------- | ----------------- | ----------- | ----------- | --------------------- |
| 10 juin       | Navan        | Irlande     | Maiden                                       |             | 1 150 m     | Seamus Heffernan  | 3e / 14     | 3 ¾         | Frenetic              |
| 28 juin       | Curragh      | Irlande     | Maiden                                       |             | 1 400 m     | Seamus Heffernan  | 8e / 9      | 9 ½         | Aunty Bridy           |
| 19 juillet    | Curragh      | Irlande     | Maiden                                       |             | 1 400 m     | Wayne Lordan      | 1er / 10    | 1/2         | Sister Rosetta        |
| 6 août        | Leopardstown | Irlande     | Silver Flash Stakes                          | Gr. 3       | 1 400 m     | Wayne Lordan      | 4e / 8      | 5           | Shale                 |
| 22 août       | Curragh      | Irlande     | Debutante Stakes                             | Gr. 2       | 1 400 m     | Wayne Lordan      | 5e / 8      | 11 ½        | Pretty Gorgeous       |
| 13 septembre  | Curragh      | Irlande     | Moyglare Stud Stakes                         | Gr. 1       | 1 400 m     | Wayne Lordan      | 9e / 13     | 10          | Shale                 |
| 9 octobre     | Newmarket    | Royaume-Uni | Fillies' Mile                                | Gr. 1       | 1 600 m     | William Buick     | 8e / 10     | 12          | Pretty Gorgeous       |
| 2021, 3 ans   |              |             |                                              |             |             |                   |             |             |                       |
| 12 mai        | York         | Royaume-Uni | Musidora Stakes                              | Gr. 3       | 2 000 m     | Ryan Moore        | 1er / 7     | 3 ¾         | Noon Star             |
| 4 juin        | Epsom        | Royaume-Uni | Oaks                                         | Gr. 1       | 2 400 m     | Lanfranco Dettori | 1er / 14    | 16          | Mystery Angel         |
| 17 juillet    | Curragh      | Irlande     | Irish Oaks                                   | Gr. 1       | 2 400 m     | Ryan Moore        | 1er / 8     | 8 ½         | Divinely              |
| 1er août      | York         | Royaume-Uni | Yorkshire Oaks                               | Gr. 1       | 2 400 m     | Ryan Moore        | 1er / 8     | 4           | Albaflora             |
| 1er septembre | Longchamp    | France      | Prix Vermeille                               | Gr. 1       | 2 400 m     | Lanfranco Dettori | 2e / 7      | 1 ½         | Teona                 |
| 3 octobre     | Longchamp    | France      | Prix de l'Arc de Triomphe                    | Gr. 1       | 2 400 m     | Ryan Moore        | 6e / 14     | 4 ¾         | Torquator Tasso       |
| 16 octobre    | Ascot        | Royaume-Uni | British Champions Fillies' and Mares' Stakes | Gr. 1       | 2 400 m     | Ryan Moore        | 3e / 8      | 3 ½         | Eshaada               |

## Origines
Née dans la pourpre, Snowfall est une fille de l'illustre Deep Impact, l'un des plus grands champions et des plus grands étalons de l'histoire des courses japonaises. 
Sa mère, Best In The World, ne méritait sans doute pas son nom bien qu'elle se soit imposée au niveau groupe 3. Elle est surtout la fille de Red Evie, une mileuse de grand talent qui remporta notamment les Matron Stakes et les Lockinge Stakes et fut acquise par Coolmore après avoir été rachetée aux ventes où les enchères avaient grimpé jusqu'à 1 million de guinées. Bonne pioche, car Red Evie allait s'avérer une poulinière exceptionnelle avec pour unique fiancé l'étalon-star Galileo. Elle est en effet la mère de : 
- Found : Prix de l'Arc de Triomphe, Breeders' Cup Turf, Prix Marcel Boussac. Cheval d'âge de l'année en Europe (2016) et classée deuxième à dix reprises dans des groupe 1 ! Mère de :
  - Battleground (War Front) : Vintage Stakes (Gr.2), 2e Breeders' Cup Juvenile Turf, 3e St. James's Palace Stakes.
- Divinely : 2e Oaks, 3e Irish Oaks
- Magical Dream : C.L. Weld Park Stakes (Gr.3),  2e Munster Oaks Stakes (Gr.3), 3e Blandford Stakes (Gr.2)
- Best In The World : Give Thanks Stakes (Gr.3), 3e Munster Oaks (Gr.3). Mère de :
  - Newfoundland (Deep Impact) : 2e Adelaide Cup (Gr.2, Aus)
  - Snowfall

### Pedigree
| Origines de Snowfall (JPN), jument baie née en 2018 | Origines de Snowfall (JPN), jument baie née en 2018 | Origines de Snowfall (JPN), jument baie née en 2018 | Origines de Snowfall (JPN), jument baie née en 2018 |
| --------------------------------------------------- | --------------------------------------------------- | --------------------------------------------------- | --------------------------------------------------- |
| Père Deep Impact 2002                               | Sunday Silence 1986                                 | Halo                                                | Hail to Reason                                      |
| Père Deep Impact 2002                               | Sunday Silence 1986                                 | Halo                                                | Cosmah                                              |
| Père Deep Impact 2002                               | Sunday Silence 1986                                 | Wishing Well                                        | Understanding                                       |
| Père Deep Impact 2002                               | Sunday Silence 1986                                 | Wishing Well                                        | Mountain Flower                                     |
| Père Deep Impact 2002                               | Wind in Her Hair 1991                               | Alzao                                               | Lyphard                                             |
| Père Deep Impact 2002                               | Wind in Her Hair 1991                               | Alzao                                               | Lady Rebecca                                        |
| Père Deep Impact 2002                               | Wind in Her Hair 1991                               | Burghclere                                          | Busted                                              |
| Père Deep Impact 2002                               | Wind in Her Hair 1991                               | Burghclere                                          | Highclere                                           |
| Mère Best In The World 2013                         | Galileo 1998                                        | Sadler's Wells                                      | Northern Dancer                                     |
| Mère Best In The World 2013                         | Galileo 1998                                        | Sadler's Wells                                      | Fairy Bridge                                        |
| Mère Best In The World 2013                         | Galileo 1998                                        | Urban Sea                                           | Miswaki                                             |
| Mère Best In The World 2013                         | Galileo 1998                                        | Urban Sea                                           | Allegretta                                          |
| Mère Best In The World 2013                         | Red Evie 2003                                       | Intikhab                                            | Red Ransom                                          |
| Mère Best In The World 2013                         | Red Evie 2003                                       | Intikhab                                            | Crafty Example                                      |
| Mère Best In The World 2013                         | Red Evie 2003                                       | Malafemmena                                         | Nordico                                             |
| Mère Best In The World 2013                         | Red Evie 2003                                       | Malafemmena                                         | Martinova (famille 1-m)                             |